# Кіберзона
«Кіберзона» (англ. Droid Gunner) — американський фантастичний бойовик.

## Сюжет
2027 рік. У результаті руйнівного землетрусу Каліфорнія пішла на дно Тихого океану. Через 50 років побудований підводний Нью-Анжелес — місто еліти. Жорсткі закони міста забороняють всі радощі життя, в тому числі і андроїдів для сексуальних розваг людей. Попит на роботів великий. Контрабандист Бурт Хокс таємно постачає цих андроїдів в підводне місто. У небезпечну гонитву за контрабандистом відправляється відважний сищик Джек Форд.

## У ролях
- Марк Сінгер — Джек Форд
- Маттіас Хьюз — Хокс
- Рошелль Суонсон — Бет
- Робін Кларк — Хамберстоун
- Кін Шрайнер — Волш
- Роберт Куоррі — Чевбах
- Росс Хейген — бармен
- Брінк Стівенс — Кіттен
- Боб Брагг — головоріз 1
- Сем Хайона — головоріз 2
- Пітер Спеллос — Хетеуей
- Хоук Хауелл — нікчема 1
- Джефф Мюррей — нікчема 2
- Йоханнес В. Міркерк — дроїд вбивця
- Джо Кук — дроїд вбивця
- Лорісса МакКомас — Морія
- Річард Габай — робочий
- Рей Брагг — охоронець заводу
- Ірен Картер — перевірка зброї
- Бріттані Роллінз — дроїд для втіхи 1
- Міган Престер — дроїд для втіхи 2
- Біанка Росілілі — дроїд для втіхи 3
- Фред Олен Рей — льотчик-винищувач 1
- Стів Баркет — льотчик-винищувач 2
- Ванесса Коман — маленька дівчинка
- Грета Карлсон — танцюристка
- Хейді Гротскі — рабиня 1
- Пем Філліпс — рабиня 2
- Теммі Паркс — утікачка
- Меттью Теннер — клієнт
- Віктор Коман — (в титрах не вказаний)